# Zhang Hao-Fu
Zhang Hao-Fu (Xi'an, 7 januari 1952) is een Chinees componist, muziekpedagoog, pianist en violist.

## Levensloop
Zhang Hao-Fu studeerde aan het Conservatorium van Xi'an vanaf 1977 compositie bij Du Boxing en Rao Yuyan. In 1982 is hij afgestudeerd en werkte van 1982 tot 1987 als componist van het Symfonieorkest van Radio China in Peking en speelde voor vier jaar eerste viool in het Symfonieorkest van de provincie Shaanxi. In deze tijd won hij verschillende nationale compositie-wedstrijden en prijzen voor werken voor televisie en film.
In 1987 kwam hij naar Europa en studeerde aan het Koninklijk Conservatorium te Brussel en aan de École Normale de musique de Paris in Parijs. Zijn leraren daar waren onder andere Jacqueline Fontyn en Yoshihisa Taira. Aan beide conservatoria is hij met diploma's in compositie in 1992 afgestudeerd. In 1991 was hij aan de Musikhochschule Luzern in Luzern in de compositie masterclass bij Edison Denisov. Van 1992 tot 1994 studeerde hij bij Tristan Murail en Brian Ferneyhough aan het Institut de Recherche et Coordination Acoustique/Musique (IRCAM) en bij Elliott Carter aan het Centre Acanthes in Avignon moderne muziek compositie.
Naast de bovengenoemde Chineese prijzen won hij ook verschillende internationale prijzen bij compositiewedstrijden, bijvoorbeeld de eerste prijs bij de 4e Internationale Compositie Competitie (Quatrième concours international de composition pour orchestre d'harmonie) in Le Havre in 1990 met zijn werk The Movement of Time voor harmonieorkest, verder was hij laureaat bij het 13e Internationale Valentina Bucchi Prize Compositie in Rome met het werk Dusk, voor cello en symfonieorkest en meerdere prijzen van het Koninklijk Instituut voor het Kunstpatrimonium in 2002 en 2006. In 2007 werd hij onderscheiden met de Prix Darche Freres Award van de Belgische regering voor zijn buitengewone en indrukwekkende successen in compositie. 
Sinds 1997 is hij professor aan het Koninklijk Conservatorium te Brussel. Verder is hij honorair professor van de École Normale de Musique de Pékin, Peking en professor aan het Conservatorium van Xi'an.
Als componist schrijft hij voor verschillende genres.

## Composities

### Werken voor orkest
- 1981-1982 Dun Huang, symfonische suite
- 1989-1990 Le Crépuscule, voor cello en symfonieorkest
- 1994-1995 Concerto, voor piano en orkest
- 2000 Concert, voor viool en kamerorkest
- 2001 La prière, voor kamerorkest
- 2005 Concert, voor klarinet en strijkorkest
- 2007 Chang' An Symphony
  1. Allegro
  2. Adagio
- Jiu Se Lu – Un cerf en neuf couleurs, voor orkest

### Werken voor harmonieorkest
- Le Cours du temps (The Movement of Time) voor harmonieorkest

### Cantates
- 1985-1986 Dadi (Terre), eerste cantate voor sopraan, bariton, recitant, gemengd koor en orkest

### Kamermuziek
- 1995 Octuor, voor blazersoctet
- 1991 Strijkkwartet Nr. 1
- 1995 Qin-Xian, voor strijkkwartet
- 1997 Strijkkwartet Nr. 2
- 1999 Strijkkwartet Nr. 3
- 2000 Quintet, voor klarinet en strijkkwartet
- Théâtre pour deux, voor dwarsfluit en piano

### Werken voor piano
- 1996 Nocturnes
- La voûte éthérée

### Elektronische muziek
- 1993 Arpizzico, voor viool en elektroakoestiek